# Neomerinthe bauchotae
Neomerinthe bauchotae is een straalvinnige vissensoort uit de familie van schorpioenvissen (Scorpaenidae). De wetenschappelijke naam van de soort is voor het eerst geldig gepubliceerd in 1991 door Poss & Duhamel.